# Wayne Maunder
Wayne Ernest Maunder (Four Falls, Új-Brunswick, 1937. december 19. – Brattleboro, Vermont, 2018. november 11.) kanadai születésű amerikai színész.

## Filmjei

### Mozifilmek
- The Seven Minutes (1971)
- Malackodók (Porky's) (1981)

### Tv-sorozatok
- The Monroes (1967, egy epizódban)
- Custer (1967, 17 epizódban)
- Lancer (1968–1970, 51 epizódban)
- The F.B.I. (1970, 1972, két epizódban)
- Kung Fu (1972, egy epizódban)
- The Rookies (1973, egy epizódban)
- Chase (1973–1974, 22 epizódban)
- Police Story (1975, két epizódban)
- San Francisco utcáin (The Streets of San Francisco) (1975, egy epizódban)
- Kate McShane (1975, egy epizódban)
- Barnaby Jones (1977, egy epizódban)

## További információ
- Wayne Maunder az Internetes Szinkronadatbázisban (magyarul)
- Wayne Maunder az Internet Movie Database-ben (angolul)
- Wayne Maunder a Rotten Tomatoeson (angolul)